# Giennadij Gierasimow
Giennadij Iwanowicz Gierasimow (ros. Генна́дий Ива́нович Гера́симов, ur. 3 marca 1930, zm. 14 września 2010) – radziecki i rosyjski dziennikarz i dyplomata.

## Życiorys
1953 ukończył Moskiewski Państwowy Instytut Stosunków Międzynarodowych, pracował w redakcji gazety "Trud" i w "New York Timesie", a od 1978 w "Mieżdunarodnej Panoramie". Później pracował w centralnym aparacie Ministerstwa Spraw Zagranicznych ZSRR, gdzie 1986-1990 był szefem Departamentu Informacji, od 1990 do 16 marca 1993 ambasador ZSRR\Rosji w Portugalii.
Pochowany na Cmentarzu Nowodziewiczym.

## Odznaczenia
- Order Czerwonego Sztandaru Pracy
- Order Wojny Ojczyźnianej II klasy
- Order Przyjaźni Narodów
- Order „Znak Honoru”

I medale.